# 鈴樹志保
鈴樹 志保（すずき しほ、1965年9月4日 - ）は、日本の女優、作家、元お笑いタレントである。東京都新宿区出身。Queen‐B所属。

## 略歴・人物
実践女子短期大学卒業。劇団「ザ・ミスフィッツ」ホリプロお笑い演劇集団「携帯万能カプセル」を経て、芸能界入りする。ホリプロお笑いライブにイジリー岡田プラスワンとして出演する。
その後、萩本欽一が主宰する欽ちゃん劇団に所属。劇団員の中からの入山学、杉林功、松井天斗、石田武らとともにメンバーに選ばれ、00年6月に時代劇コントチームカンカラを結成。
お笑いライブ、舞台が中心だったが、徐々にCM、TVバラエティに進出し、05年めちゃイケの「山奥～豚の乱～」に尼さん役として出演し注目される。業界注目度も上昇傾向にあったが、山本圭壱の不祥事によりコーナーは終了となる。
その後はカンカラの紅一点としてテレビや舞台で活躍する。
2011年1月26日に作家デビューを果たす。インターネットお見合いサイトで婚活して医者と結婚に至るまでの経緯を書いた自身のブログの記事を纏めた『結婚革命 ダーリンを自宅で探す方法』という本をKKロングセラーズより出版。
結婚後、欽ちゃん劇団、カンカラを退団。数年間フリーの女優として舞台などで活躍。
2017年に株式会社Queen‐Bに所属し、女優として活動中である。

## 出演

### テレビ番組
- 爆笑オンエアバトル（2003年 - 2005年、NHK総合） ※ゴールドバトラー獲得
- コメディー道中でござる（2004年 - 2006年、NHK総合）
- 笑点（2005年 - 2007年、日本テレビ）
- めちゃ×2イケてるッ!内コーナー 「只今参上!色とり忍者」 （2006年、フジテレビ）
- めちゃ×2イケてるッ!内コーナー 「山奥〜豚の乱〜」（2006年、フジテレビ） - 尼さん 役
- the wakey show（2025年3月31日 - ）Eテレ

### テレビドラマ
- 料理昔ばなし 〜再現!江戸時代のレシピ〜（時代劇専門チャンネル・BSフジ、2013年） - お鈴 役
- 連続テレビ小説 とと姉ちゃん（2016年、NHK） - 歯医者の患者 役
- 宮本から君へ（2018年、テレビ東京）
- 限界団地（2018年、フジテレビ） - 麻生千恵 役
- ミラー・ツインズ（2019年、フジテレビ） - 純子 役
- あなたの番です（2019年、日本テレビ） - 栗田 役
- 明治東亰恋伽（2019年、U-NEXT） - 鴎外の伯母 役
- 家政夫のミタゾノ（2019年、テレビ朝日）
- 私たちはどうかしている（2020年、日本テレビ） - 長谷房枝（「長谷屋」女将） 役
- RISKY（2021年、MBS）
- #コールドゲーム（2021年6月6日 - 7月24日、東海テレビ制作・フジテレビ） - 平井加奈 役
- 華麗なる一族（2021年、WOWOW） - 安田佳江 役
- 二月の勝者-絶対合格の教室- 第3話（2021年10月30日、日本テレビ）
- じゃない方の彼女 第9話（2021年12月6日、テレビ東京） - 旅館の仲居 役
- ダメな男じゃダメですか? 第7話・8話（2022年、テレビ東京） - 有川の母 役
- ぴーすおぶけーき 第4話・5話（2022年11月16日・23日、日本テレビ） - 主婦 役
- ビジネス婚 -好きになったら離婚します- 第1話・第3話（2024年5月24日・6月7日、MBS） - 堂ノ瀬司の母 役[2]

### 映画
- リベンジgirl（2017年12月23日）
- EVEN〜君に贈る歌〜（2018年6月2日）

### 舞台
- 谺来る（2004年）
- Hey!Say!ルー2005（2005年）
- いかん どかん あっけらかん（2011年）
- タイムアフタータイム（2013年）
- グッドモーニングアイスパーソン（2014年）
- 希望のホシ（2015年）
- ホテルプラチナアイランド（2015年）
- 風車〜かざぐるま（2016年）
- 河童村ブルース（2017年）
- 生きる（2019年）
- ミュージカル「SUNNY」(2023年）

### CM
- KFC「オリジナルチキン4ピースパック」篇（2019年）
- 東京ガス「FOR HUMAN ENERGY」篇（2018年）
- ハウス食品「クリームシチュー」WEBムービー「クリームシチューの宣言」（2017年）